# 万载华溪蟹
万载华溪蟹（学名：Sinopotamon wanzaiense）为溪蟹科华溪蟹属的动物。在中国大陆，分布于江西等地，主要生活于丘陵平原区海拔50-200米的溪流两岸泥洞中或石下。